# Solaris Urbino 18 Hybrid
Der Urbino 18 Hybrid ist ein niederfluriger Gelenklinienbus mit Hybridantrieb, der vom polnischen Omnibushersteller Solaris Bus & Coach hergestellt wird. Der Urbino 18 Hybrid wurde 2006 erstmals vorgestellt und war der erste Hybridbus in Europa, der ein serienmäßiges Hybridsystem verwendet. Er verwendet ein Antriebssystem von Allison Transmission, in dem zwei Elektromotoren und ein Dieselmotor zusammenwirken.

## Funktionsweise
Der Solaris Urbino 18 Hybrid basiert auf dem Gelenkbus Urbino 18, der seit 1999 produziert wird. Wesentliche Unterschiede bestehen im Antriebskonzept. Während der Urbino 18 von einem konventionellen Antriebsstrang mit Dieselmotor und Automatikgetriebe angetrieben wird, kommt im Urbino 18 Hybrid ein hybrider Antrieb mit Elektro- und Dieselmotoren zum Einsatz.
Im Wesentlichen besteht der Antrieb aus einem Dieselmotor von Cummins und dem EP-DRIVE-System von Allison Transmission, das den elektrischen Antrieb beinhaltet und die Leistungsübertragung koordiniert. Das Hybridsystem des Urbino 18 Hybrid ist ein gemischtes System, das sowohl parallel als auch leistungsverzweigt betrieben werden kann.
Das System wurde zuvor bereits von anderen Omnibusherstellern in mehreren hundert Omnibussen in den USA verwendet. Der Urbino 18 Hybrid ist der erste Hybridbus in Europa, der serienmäßig diese Technologie verwendet.

### Komponenten

#### Dieselmotor
Der Solaris Urbino 18 Hybrid verwendet Dieselmotoren von Cummins. Erhältlich ist der ISLe4 mit 8,9 Litern Hubraum und 250 kW (340 PS) sowie der ISBe4 mit 184 kW (250 PS) Leistung. Die Motoren erfüllen die Euro-4-Abgasnorm und sind für den Einsatz in Hybridsystemen adaptiert.

#### Elektrischer Antrieb
Der elektrische Antrieb stellt das zentrale Modul des Hybridantriebs dar. Es dient der Kombination der Drehmomente der verschiedenen Motoren, dem sogenannten Blending, und besteht aus zwei Elektromotoren mit jeweils 75 kW Leistung, zwei Synchronkupplungen und drei Planetengetrieben. In seinem Aussehen ist der elektrische Antrieb einem traditionellen Getriebe ähnlich, er wiegt 417 kg.

#### Energiespeicher
Während jedes Bremsvorgangs wird durch den elektrischen Antrieb Energie rückgewonnen, die in einer 437 kg schweren Nickel-Metallhydrid-Batterie gespeichert wird und für folgende Anfahrvorgänge wieder zur Verfügung steht. Die Batterie wird daher nicht extern geladen. Sie hat nach Angaben des Herstellers eine Lebensdauer von etwa sechs Jahren, abhängig vom individuellen Einsatzprofil der Hybridbusse.

#### Doppelumrichter-Modul
Das Doppelumrichter-Modul (DPIM, engl. Dual Power Inverter Module) sorgt dafür, dass die Elektromotoren das Dieselaggregat soweit unterstützen, dass dieses immer im optimalen Drehzahlbereich betrieben werden kann. Es besteht aus zwei Umformer-Modulen Wechselstrom/Gleichstrom und Gleichstrom/Wechselstrom.

#### Steuerungseinheit
Zwei auf Platinen montierte Steuerungseinheiten komplettieren das System und sorgen für ein optimales Zusammenarbeiten von Dieselmotor und elektrischem Antrieb. Weiterhin kontrollieren sie die Zusammenarbeit mit anderen, nicht dem Antrieb zugehörigen Fahrzeugkomponenten.

### Eigenschaften des Hybridantriebs
Nach Herstellerangaben soll der Urbino 18 Hybrid zwischen 15 % und 30 % weniger Kraftstoff als vergleichbare herkömmliche Dieselbusse verbrauchen.
Weiterhin gibt man an, bei Bussen mit der gleichen Hybridtechnik bis zu 30 % weniger Kohlenstoffdioxid, bis zu 39 % weniger Stickoxide und bis zu 90 % weniger Feinstaub gemessen zu haben.
Die Sächsische Zeitung veröffentlichte am 25. Juni 2008 folgende wissenschaftliche Auswertung der Dresdner Verkehrsbetriebe nach einem Jahr Probebetrieb: „… liegt die Wirtschaftlichkeit noch deutlich unter einem normalen Dieselbus. Unbestritten ist aber die hervorragende Ökobilanz des Busses.“
Die Stadtwerke Münster bilanzierten: „Der Solaris HybridBus ist gegenwärtig nur mit einer Zusatzförderung ökonomisch zu vertreten“.

## Erste Ausführung
Die erste, ab 2006 produzierte Version des Solaris Urbino 18 Hybrid wurde mit dem Cummins-Motor ISLe4 mit einer Leistung von 340 PS ausgestattet. Die gesamte Antriebseinheit ist dabei im vorderen Fahrzeugteil zwischen den ersten beiden Achsen untergebracht, der Antrieb wirkt auf die zweite Achse. Die Batterien befinden sich in unmittelbarer Nähe auf dem Fahrzeugdach.

### Einsatz
Der Solaris Urbino 18 Hybrid der ersten Ausführung wurde an folgende Unternehmen geliefert, die jeweils ein Fahrzeug einsetzen:
- Dresdner Verkehrsbetriebe AG, Dresden (mittlerweile ausgemustert)[6]
- Regionalbus Lenzburg, Lenzburg (Schweiz)[7]
- Leipziger Verkehrsbetriebe (LVB) GmbH betrieb durch die LeoBus GmbH, Leipzig[8]
- Bochum-Gelsenkirchener Straßenbahnen AG, Bochum[9]
- PKM Sosnowiec, Polen (2 Stück)[10]

Das beim Regionalbus Lenzburg eingesetzte Fahrzeug wurde im Januar 2008 vom Bundesamt für Energie der Schweiz mit dem Energiepreis Watt d’Or 2008 ausgezeichnet.

## Zweite Ausführung

Hybridbus der Bremer Straßenbahn AG

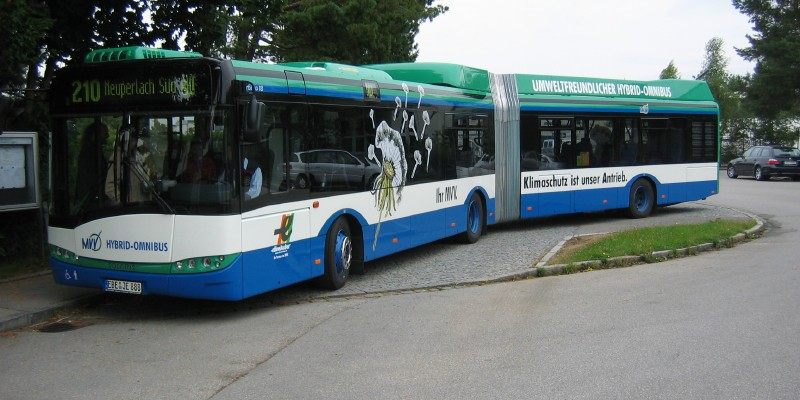
Hybridbus der Fa. Ettenhuber

Seit 2008 wird die zweite Ausführung des Solaris Urbino 18 Hybrid produziert, bei der die Antriebseinheit wie beim mit konventionellem Dieselantrieb versehenen Urbino 18 im hinteren Fahrzeugteil untergebracht ist und auf die dritte Achse wirkt. Als Dieselmotor wird der der benötigten Leistung angemessenere ISBe4 mit 250 PS (178 kW) eingesetzt. Batterien und weitere sekundäre Komponenten sind weiterhin auf dem Fahrzeugdach untergebracht, allerdings auf dem hinteren Fahrzeugteil.

## Urbino 12 Hybrid
Mittlerweile (Stand März 2023) gibt es den Urbino Hybrid auch in der Variante 12, die auf einem einteiligen Bus basiert und einen Cummins B4.5E6D210H mit 151 kW und einen Elektromotor mit 120 kW Dauerleistung verwendet.

### Einsatz
Nach Herstellerangaben lagen Bestellungen von vier Unternehmen vor (Stand 22. Juli 2008):
- Bremer Straßenbahn AG, Bremen: Seit dem 9. Juni 2008 im Einsatz

Zurück an Solaris B&C im Sommer 2009 | Wieder im Einsatz für Solaris B&C als Vorführ- und Testwagen seit Herbst 2009
- üstra, Hannover: Am 11. Juli 2008 vorgestellt und kurz darauf in den Linieneinsatz gegangen
- Münchner Verkehrsgesellschaft, München: Am 21. August 2008 vorgestellt (im Linieneinsatz ab 27. August 2008)
- Busbetrieb Josef Ettenhuber GmbH, Glonn-Schlacht (für die MVV-Buslinie 210): Am 13. September 2008 in Ottobrunn vorgestellt und noch am gleichen Tag im Einsatz[16]
- MZA Warszawa (Stadt Bus-Verkehrsgesellschaft Warschau), Polen – 4 Stück seit 2011
- Compagnie des Transports Strasbourgeois, Straßburg, Frankreich[17]
- MPK Poznań (Posen), Polen[18]
- MPK Kraków (Krakau), Polen[19]
- Stadtwerke Neuss: beschafft im März 2010, seit Mai im Linieneinsatz
- Rheinbahn Düsseldorf: seit 2011 7 Wagen im Einsatz
- Bogestra Seit 2011 14 Stück + einen der ersten Serie
- In-der-City-Bus, Tochter der VGF, Frankfurt Herbst 2011